# Видиковац Паљба
Видиковац Паљба се налази на планини Маљен, поред пута који води са регионалног пута Ваљево—Косјерић, према Дивчибарама.
Видиковац је оријентисан према југу, са којег се пружа поглед према селу Субјел и планина Козомор, као и према Повлену и Медведнику. Од центра Дивчибара је удаљен око 3km. 